# Finding Beauty in Negative Spaces
Finding Beauty in Negative Spaces är det fjärde studioalbumet av det Sydafrikanska postgrungebandet Seether. Albumet släpptes i Sydafrika den 19 oktober 2007, och i övriga världen den 23 oktober 2007.
Tre singlar har släppts från albumet; "Fake It", "Rise Above This" och "Breakdown".

## Låtlista
1. "Like Suicide" - 4:14
2. "Fake It" - 3:15
3. "Breakdown" - 3:29
4. "FMLYHM" - 3:28
5. "Fallen" - 4:18
6. "Rise Above This" - 3:23
7. "No Jesus Christ" - 7:05
8. "Six Gun Quota" - 3:23
9. "Walk Away from the Sun" - 4:13
10. "Eyes of the Devil" - 5:00
11. "Don't Believe" - 4:35
12. "Waste" - 4:22

## Medverkande
- Shaun Morgan - gitarr, sång
- Dale Stewart - elbas, bakgrundssång
- John Humphrey - trummor